# Despair (groupe)
Pour les articles homonymes, voir Despair (homonymie).
Despair est un groupe allemand de thrash metal.

## Biographie

### Carrière du groupe (1986-1993)
Le groupe se forme à Dortmund en 1986 avec Robert Kampf au chant, Klaus Pachura à la basse, Thomas "Donald" König à la batterie, et les Polonais Waldemar Sorychta et Marek Greschek à la guitare. Le groupe enregistre la démo Surviving You Always l'année suivante. Donald est remplacé peu après par Markus Freiwald, un batteur de seize ans. Robert Kampf lance Century Media Records en 1988. History of Hate de Despair est le premier album publié par le label.
La musique de Despair est un thrash metal technique relativement mélodique. Le chant de Robert Kampf est cependant plus hurlé que chanté, contrairement à ceux de Flemming Rönsdorf d'Artillery ou de Keil de Mekong Delta. Andreas Henschel le remplace au micro à partir de 1989 alors qu'il décide de se consacrer à Century Media. Le label sortira aussi les deux autres albums du groupe.
Waldemar Sorychta s'occupe de la production dès History of Hate en plus d'être le principal compositeur. Kampf commence à engager son collègue pour produire d'autres groupes de son label. Sorychta produit alors des albums et EP de Unleashed, Crows, Tiamat, Asphyx et Samael.

### L'après-Despair
Despair se sépare en 1993. Sorychta poursuit alors une prolifique carrière de producteur, souvent en association avec Century Media. Il ne cesse pas de jouer dans des groupes pour autant. Il forme Grip Inc. avec Dave Lombardo. Ils sont aussi impliqués ensemble sur le premier album du supergroupe Voodoocult. Sorychta fonde Eyes of Eden et Enemy of the Sun dans les années 2000 alors que Grip Inc. se dissout. Il produit In War and Pieces de Sodom en 2010 presque vingt ans après avoir enregistré The Dying Race de Crows, le premier groupe de Bobby Schottkowski et Bernemann.

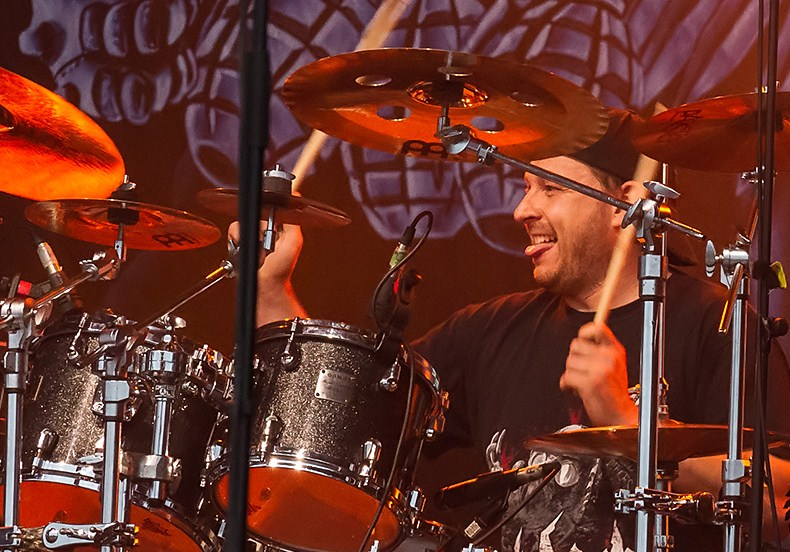
Markus Freiwald jouant avec Sodom en 2013

Markus Freiwald rejoint quelques groupes comme Flaming Anger, Everflow et Voodoocult. Il joue cependant sur le second album éponyme de ces derniers, donc sans Sorychta. Il devient batteur de session pour des groupes de Century Media. Il remplace aussi Ventor chez Kreator pour la tournée européenne d'Endorama en 1999. Bernemann le contacte en 2010 pour lui annoncer que Bobby a décidé de quitter Sodom à cause de la dégradation de ses rapports avec Tom Angelripper. Il devient le nouveau batteur du trio sous le nom de scène de Makka. Son premier album avec Sodom est Epitome of Torture, lui aussi produit par Waldemar Sorychta. Makka et Bernemann sont remerciés de Sodom en janvier 2018.
Marek Greschek se suicide en 2013.  Waldemar prend la responsabilité d'annoncer publiquement la nouvelle. Il dit alors avoir perdu un frère.

### Le retour du groupe
Robert Kampf annonce une reformation en novembre 2004 avec Sorychta et Freiwald. Aucun nom pour le poste de bassiste n'est donné. La scène thrash est alors en pleine effervescence. Exodus, Death Angel ou encore Nasty Savage viennent de sortir leur album de reformation. Dark Angel et Celtic Frost, Nuclear Assault, Heathen et Assassin sont eux aussi de retour. La période gothique de Kreator est finie et Schmier est déjà de retour avec Destruction depuis cinq ans. L'annonce de Kampf reste sans suite.
En septembre 2017, c'est au tour de Sorychta d'annoncer un retour de Despair. Freiwald est toujours derrière les fûts, mais le chant est confié à Marc Grewe de Morgoth. Grewe avait été choriste sur les deuxième et troisième albums du groupe. Le jeune Marius Ickert du groupe In Weak Ligthts est embauché à la basse. Le groupe est déjà en studio au moment de l'annonce pour enregistrer ce que Worychta appelle une réicriture de l'album History of Hate.